# Joseph Cahill

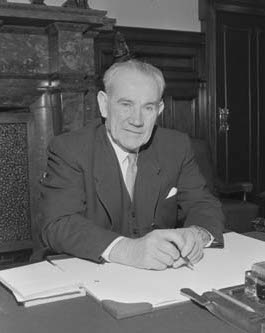
Joseph Cahill (1956)

John Joseph „Joe“ Cahill (* 21. Januar 1891 in Redfern, New South Wales; † 22. Oktober 1959 in Sydney) war ein australischer Gewerkschaftsfunktionär und Politiker der Australian Labor Party (ALP), der zwischen 1925 und 1932 sowie von 1935 bis 1959 Mitglied im Parlament von New South Wales sowie von 1952 bis zu seinem Tode 1959 Premier von New South Wales war. 

## Leben

### Schlosser, Gewerkschaftsfunktionär und Mitglied des Parlaments in New South Wales
John Joseph „Joe“ Cahill war ein Sohn des aus Irland eingewanderten Eisenbahnarbeiters Thomas Cahill und dessen Ehefrau Ellen Glynn, die als Schullehrerin arbeitete. Nach dem Besuch des Marrickville Convent und des Patrician Brothers’ College in Redfern begann er 1906 als Fünfzehnjähriger eine Berufsausbildung zum Schlosser in der Eisenbahnwerkstatt von Eveleigh. Nach Abschluss der Berufsausbildung arbeitete er dort als Schlosser, wurde aber wegen Beteiligung an dem Generalstreik 1917 entlassen. Er engagierte sich bereits zuvor in der Australian Labor Party (ALP) und war ein Gegner der Einberufung Wehrpflichtiger 1916. Nach seiner Entlassung hatte er Schwierigkeiten, eine geregelte Anstellung zu finden, verkaufte ein Jahr lang Versicherungen und arbeitete unregelmäßig in seinem Beruf als Schlosser. Er begann zudem sein Engagement als Gewerkschaftsfunktionär und war Mitglied des Arbeiterbildungsvereins, der Workers’ Educational Association, sowie Mitarbeiter der Vereinigten Ingenieurgesellschaft AEU (Amalgamated Engineering Union).
Er wurde am 30. Mai 1925 für die Australian Labor Party (ALP) erstmals Mitglied im Parlament von New South Wales und vertrat in der Legislativversammlung (New South Wales Legislative Assembly) bis zum 18. September 1930 den Wahlkreis St George sowie im Anschluss vom 25. Oktober 1930 bis zum 18. Mai 1932 erstmals den Wahlkreis Arncliffe. Während seiner Parlamentszugehörigkeit war er zwischen 1930 und 1932 als Whip Parlamentarischer Geschäftsführer der Labour-Fraktion in der Legislativversammlung und engagiert sich ferner von 1931 bis 1959 als Treuhänder der Verwaltung der Nationalparks. Bei der Wahl vom 11. Juni 1932 erlitt er eine Niederlage und verlor sein Parlamentsmandat, woraufhin er von 1932 bis 1935 als Ladeninspektor bei Fashion Center Shoes war.

### Wiederwahl ins Parlament und Minister

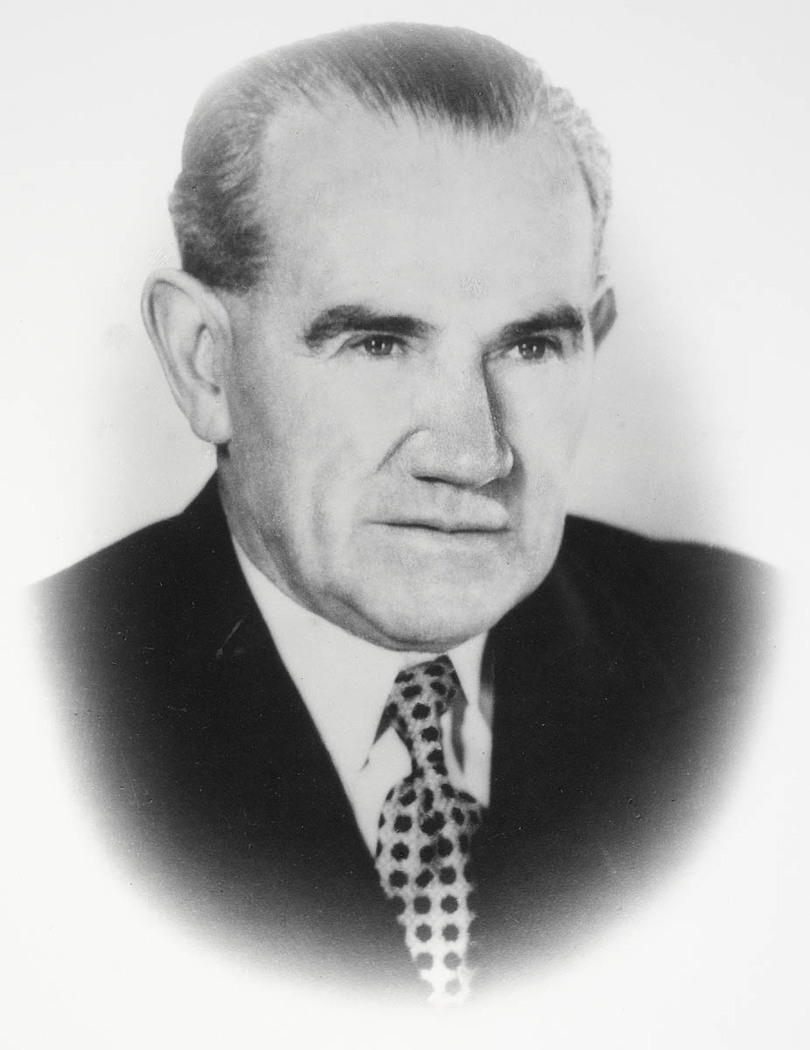
Joseph Cahill (1944)

Bei den Wahlen vom 11. Mai 1935 wurde „Joe“ Cahill für die Arbeiterpartei abermals zum Mitglied der Legislativversammlung gewählt und vertrat wiederum den Wahlkreis Arncliffe bis zum 18. April 1941, ehe er im Anschluss vom 10. Mai 1941 bis zu seinem Tode am 22. Oktober 1959 den Wahlkreis Cook’s River vertrat.
Am 16. Mai 1941 übernahm Cahill im Kabinett von Premierminister William John McKell sein erstes Regierungsamt und wurde Minister für öffentliche Arbeiten (Secretary for Public Works) und bekleidete dieses Amt vom 6. Februar 1947 bis zum 2. April 1952 auch in dem darauf folgenden Kabinett von Premierminister James McGirr. Daneben übernahm er am 8. Juni 1944 im Kabinett McKell auch den Posten als Minister für Kommunalverwaltung (Minister for Local Government) und hatte auch dieses bis zum 2. April 1952 im Kabinett McGirr inne.	Als Nachfolger von Jack Baddeley wurde er zudem 1949 als Deputy Leader of the Labor Party stellvertretender Parteivorsitzender und zugleich am 21. September 1949 stellvertretender Premierminister (Deputy Premier). Er behielt auch diese Funktionen bis zum 2. April 1952.

### Premierminister von New South Wales und Parlamentswahlen 1953, 1956 und 1959

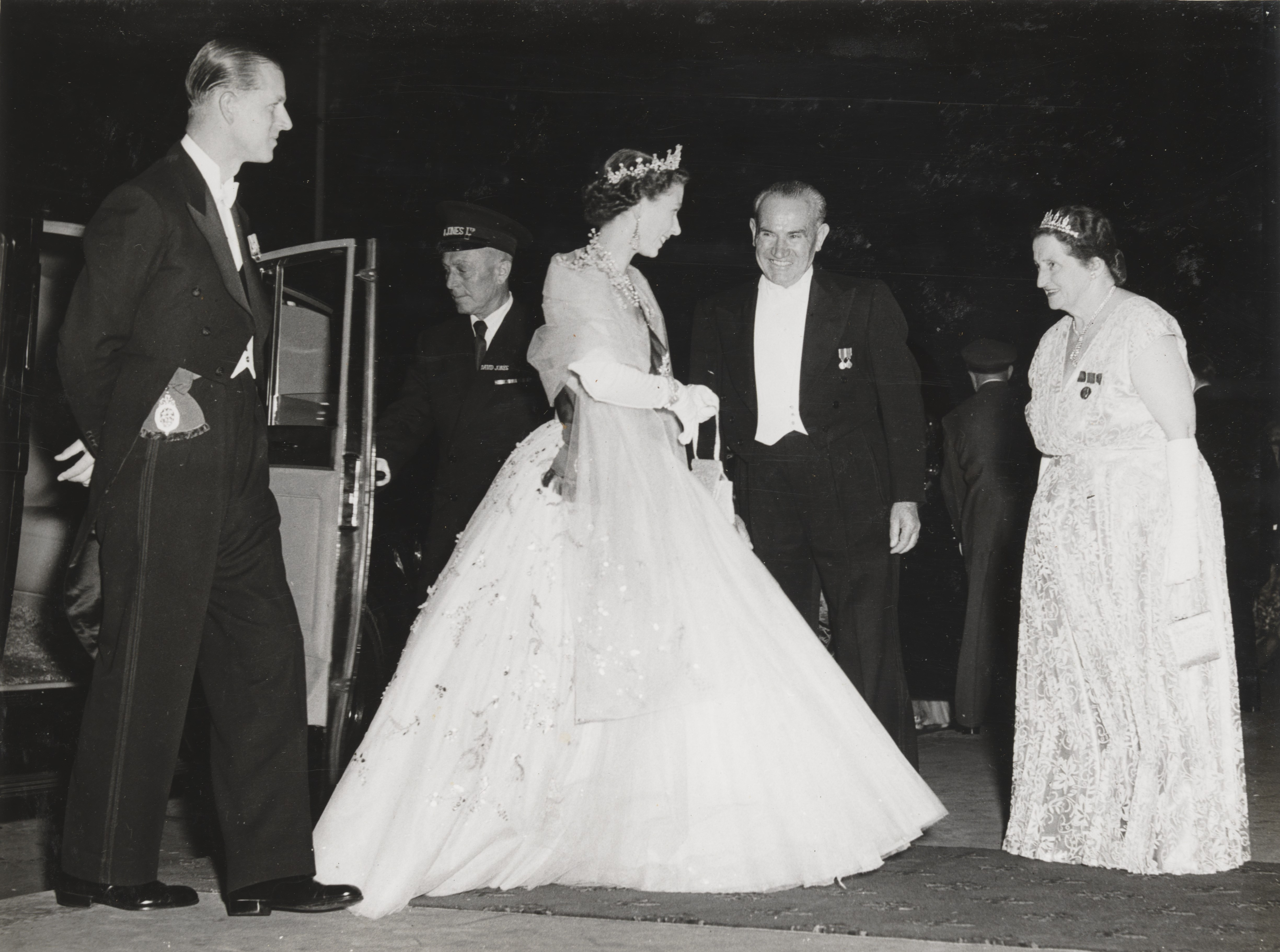
Cahill bei einem Empfang zu Ehren von Queen Elisabeth II. und Philip, Duke of Edinburgh (4. Februar 1954).

Nachdem James McGirr als Parteivorsitzender und Premierminister zurückgetreten war, wurde Joseph Cahill am 2. April 1952 neuer Leader of the Australian Labor Party sowie zugleich Premier von New South Wales. Zugleich übernahm er in seinem Kabinett vom 2. April 1952 das Amt als Schatzminister (Colonial Treasurer) und hatte diesen bis zum 16. Februar 1959 inne.
Aus den Wahlen vom 14. Februar 1953 ging die Labour Party mit 55,03 Prozent	als klarer Sieger hervor und verfügte mit 57 der 94 Sitze über eine überragende absolute Mehrheit, während das Wahlbündnis aus Liberal Party und Country Party unter dem Spitzenkandidaten Vernon Treatt 39,54 Prozent und 36 Mandate erhielt. In der Folgezeit war „Joe“ Cahill zwischeh dem 7. September 1953 und dem 6. Februar 1956 auch Verkehrsminister (Minister for Transport). Bei der darauf folgenden Wahl vom 3. März 1956 erlitt die Labour Party zwar deutliche Verluste, kam mit 47,25 Prozent auf 50 Sitze und hatte damit in der Legislativversammlung immer noch eine absolute Mehrheit. Das Wahlbündnis aus Liberal Party und Country Party, deren neuer Spitzenkandidat Pat Morton war, erhielt 46,25 Prozent sowie 42 der 94 Sitze in der Legislative Assembly. Cahills Labour Party ging auch aus den Wahlen vom 21. März 1959 als stärkste Kraft hervor und kam auf 49,12 Prozent, so dass sie mit 49 Sitzen mit einem Mandat über der absoluten Mehrheit lag. Das Liberal-Country-Wahlbündnis mit dem Spitzenkandidaten Pat Morton erhielt 44,06 Prozent und 44 Mandate. Danach übernahm Cahill in seinem Kabinett vom 1. April bis zu seinem Tode am 22. Oktober 1959 wieder das Amt des Treasurer und war damit wieder Schatzminister der Regierung des Bundesstaates. Nach seinem Tode nach einem Herzinfarkt wurde Robert Heffron am 22. Oktober 1959 neuer Vorsitzender der Australian Labor Party und Premierminister.
Joseph Cahill war von 1955 bis 1959 Präsident der Nationalpark-Verwaltung und erhielt mehrere Ehrendoktortitel, und zwar der Rechte (Hon. LL.D.) der Universität Sydney, der Wissenschaften (Hon. D.Sc.) von der University of New South Wales (UNSW) sowie der Literaturwissenschaften (Hon. D.Litt.) von der University of New England (UNE). Aus seiner am 11. Dezember 1922 in Marrickville geschlossenen Ehe mit Esme Kelly gingen drei Söhne und zwei Töchter hervor, darunter Thomas James Cahill (1924–1983), der zwischen 1959 und seinem Tode 1983 ebenfalls Mitglied der Legislativversammlung war. Nach seinem Tode wurde er auf dem Friedhof der St Mary’s Church in Rookwood beigesetzt.

## Hintergrundliteratur
- Peter S. Golding: They called him Old Smoothie. A belated biography of a rather exceptional politician. John Joseph Cahill, North Melbourne, Victoria, Australian Scholarly Publishing, 2009, ISBN 978-1-921509-53-7
- David Clune, Ken Turner (Herausgeber): The Premiers of New South Wales 1856–2005. Volume 2, 1901–2005, Sydney, The Federation Press, 2006, ISBN 1-86287-551-0.